# Mileto
Mileto ist eine italienische Stadt in der Provinz Vibo Valentia in Kalabrien mit 6292 Einwohnern (Stand 31. Dezember 2023).

## Lage und Daten
Mileto liegt 12 km südlich von Vibo Valentia. Die Nachbargemeinden sind Candidoni (RC), Dinami, Filandari, Francica, Gerocarne, Jonadi, San Calogero, San Costantino Calabro und Serrata (RC).
Das alte Mileto wurde bei dem Erdbeben 1783 zerstört. Das genaue Gründungsdatum ist unbekannt. 1063 bis 1068 ließ Roger I. die Abtei der Dreifaltigkeit errichten. Nach dem Erdbeben wurde die Stadt in 2 km Entfernung wieder aufgebaut. Ruinen der alten Stadt sind noch sichtbar.

## Sehenswürdigkeiten
Der Dom ist dem Nikolaus von Bari geweiht. Bei dem Erdbeben von 1908 wurde der Dom zerstört und anschließend wieder aufgebaut. Im Inneren befinden sich eine Marmorstatue des heiligen Nikolaus und Grabplatten aus der Renaissance. 
Im Bischofspalast befindet sich das Museo Archeologico Statale mit Funden aus dem alten Mileto.

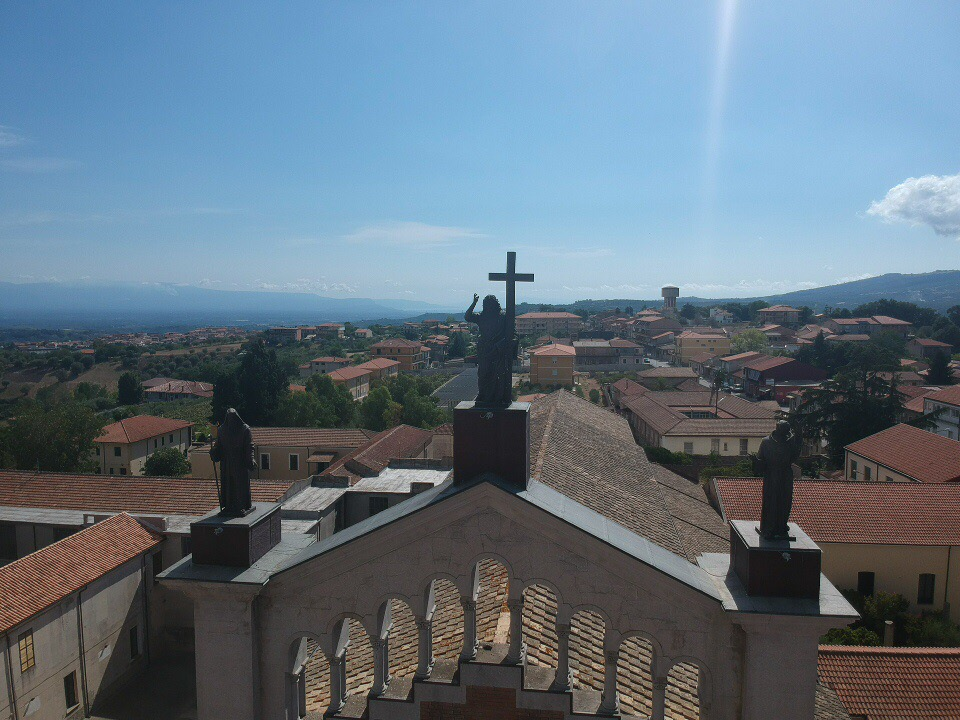
Blick vom Dom

## Persönlichkeiten aus Mileto
- Roger I. (1031–1101), Herrscher von Sizilien
- Roger II. (1095–1154), König von Sizilien
- Giovanni Luca Conforti (um 1560–1608), Sänger, Musiktheoretiker und Komponist
- Natuzza Evolo (1924–2009), Mystikerin